# پناهگاه حیات وحش سرخانکل
پناهگاه حیات وحش سرخانکل یک پناهگاه حیات وحش با مساحت ۱۲۱۴ هکتار است که در استان گیلان در ایران قرار دارد. این پناهگاه حیات وحش طبق مصوبهٔ شمارهٔ ۵۹۲ در تاریخ ۱۳۸۱/۳/۲۱ در فهرست مناطق تحت حفاظت سازمان محیط زیست ایران قرار گرفت.